# Filozof Ornatski
Filozof Ornatski (ros. Философ Николаевич Орнатский – Fiłosof Nikołajewicz Ornatski; ur. 9 maja?/21 maja 1860 w Nowej Jerdze, zm. w sierpniu 1918) – rosyjski duchowny prawosławny, protoprezbiter służący w Petersburgu, święty nowomęczennik, zamordowany przez Czeka na fali czerwonego terroru latem 1918.

## Życiorys
Był synem wiejskiego duchownego prawosławnego. Wykształcenie teologiczne uzyskał w szkole duchownej w Kiriłłowie, następnie w seminarium duchownym w Nowogrodzie oraz w Petersburskiej Akademii Duchownej, do której został skierowany na państwowe stypendium jako najlepszy w swoim roczniku absolwent seminarium nowogrodzkiego. W 1885 ukończył studia teologiczne, uzyskując stopień kandydata nauk teologicznych. W tym samym roku ożenił się z Jeleną Zaozierską, córką hipodiakona służącego w soborze św. Izaaka w Petersburgu, a następnie przyjął 28 lipca święcenia kapłańskie z rąk metropolity petersburskiego Izydora. Został skierowany do pracy duszpasterskiej w cerkwi Ikony Matki Bożej „Ukój Mój Smutek” przy przytułku założonym przez księcia Piotra Oldenburskiego i działających przy nim szkołach męskiej i żeńskiej (szkoła realna oraz gimnazjum). Ks. Ornatski był szkolnym katechetą przez siedem lat. Równocześnie od 1888 należał do Komitetu Prawosławnego Towarzystwa Misyjnego, w 1890 został wybrany do rady towarzystwa szerzenia oświaty religijno-moralnej, zaś w 1892 został jego przewodniczącym. 
W 1892 został proboszczem cerkwi św. Andrzeja z Krety w Petersburgu. Przy jego współudziale powstała przy niej szkoła techniczna, przygotowująca do pracy w urzędzie odpowiedzialnym za druk państwowych dokumentów i waluty rosyjskiej. Ks. Ornatski został jej kierownikiem, był również katechetą. W roku następnym wszedł do rady miejskiej Petersburga jako jeden z przedstawicieli duchowieństwa. Angażował się w budowę w mieście noclegowni, przytułków oraz nowych cerkwi. Przyczynił się do wzniesienia dwunastu świątyń, w tym cerkwi Zmartwychwstania Pańskiego, Świętych Piotra i Pawła, św. Sergiusza z Radoneża, św. Serafina z Sarowa, św. Jana Chrzciciela, św. Gerazyma oraz św. Izydora, przy której współorganizował bractwo dla prawosławnych Estończyków. 
W 1895 został odznaczony krzyżem napierśnym, zaś trzy lata później otrzymał godność protoprezbitera. W 1899 przy cerkwi św. Andrzeja z Krety otworzył bezpłatną bibliotekę im. Michaiła Łomonosowa, której sam został dyrektorem. Pracował także w prawosławnych pismach Sankt-Pietierburgskij duchownyj wiestnik, Otdych christianina, Prawosławno-Russkoje słowo. Pod jego kierunkiem studenci Petersburskiej Akademii Duchownej wygłaszali kazania w cerkwiach Petersburga. W 1913 został proboszczem parafii przy soborze Kazańskiej Ikony Matki Bożej w Petersburgu.
Po wybuchu I wojny światowej oddał swoje mieszkanie na szpital wojskowy. W 1914 został odznaczony orderem św. Włodzimierza III stopnia.
W swoich kazaniach zdecydowanie sprzeciwiał się ideom głoszonym przez bolszewików. Po rewolucji październikowej, w 1918, brał udział w obronie Ławry św. Aleksandra Newskiego przed zamknięciem i zniszczeniem.
Na fali czerwonego terroru latem 1918 został aresztowany przez Czeka razem z trzema starszymi synami. Ich uwięzienie spotkało się z protestami wiernych, którzy bezskutecznie domagali się ich zwolnienia. Prośbę o zwolnienie ks. Ornatskiego poparł, również bez rezultatu, Anatolij Łunaczarski. Ornatscy byli początkowo przetrzymywani w więzieniu w Kronsztadzie, a następnie rozstrzelani, najprawdopodobniej nad brzegiem Zatoki Fińskiej w drugiej połowie sierpnia 1918 (dokładna data nie została ustalona), razem z 30 innymi więźniami-oficerami carskiej armii.
Kanonizowany w 2000 jako jeden z Soboru Świętych Nowomęczenników i Wyznawców Rosyjskich.

### Rodzina
Jego młodszy brat Joann również został kapłanem prawosławnym i uzyskał godność protoprezbitera. Ks. Ornatski zaaranżował jego małżeństwo z siostrzenicą jego przyjaciela, ks. Iwana Siergijewa (Jana Kronsztadzkiego) – Anną. Kuzyn, Piotr Biełolikow, pod imieniem mniszym Pimen został biskupem wierneńskim.   
W małżeństwie Filozofa i Jeleny Ornatskich przyszło na świat dziesięcioro dzieci. Synowie Mikołaj, Borys i Władimir zostali razem z nim rozstrzelani. Dwaj pierwsi, podobnie jak on zostali następnie uznani za świętych.